# David II. (Schottland)

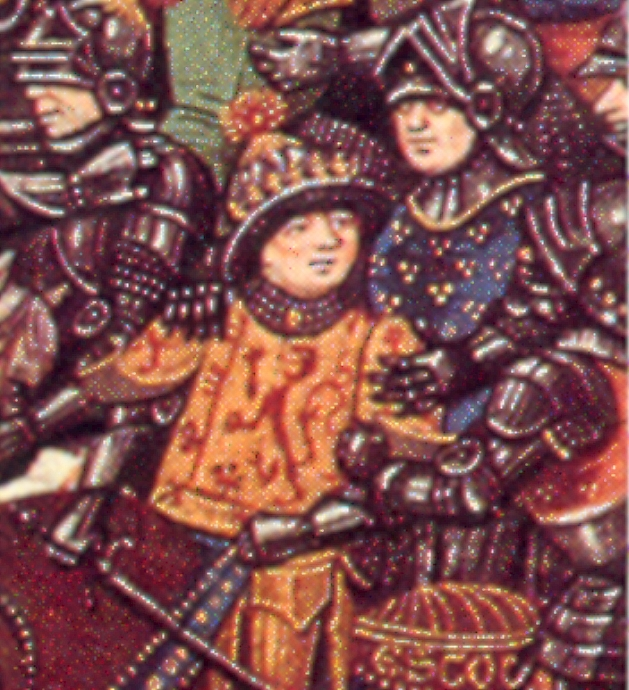
David II. in der Schlacht von Neville’s Cross (zeitgenössische Darstellung)

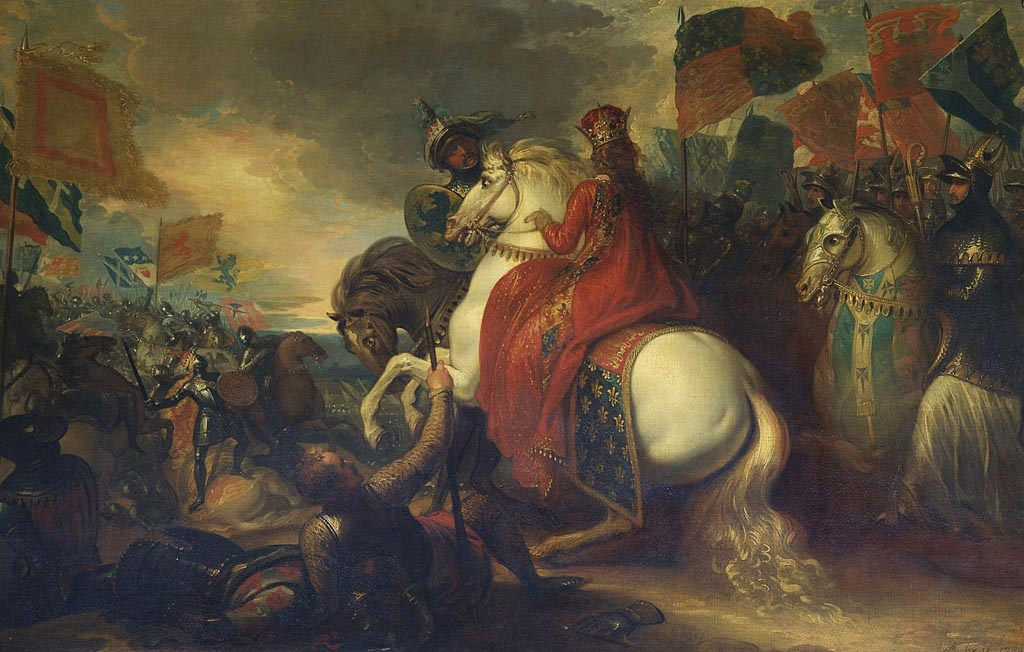
Königin Philippa in der Schlacht von Neville’s Cross, David kämpft zu Fuß auf der linken Seite, 1789

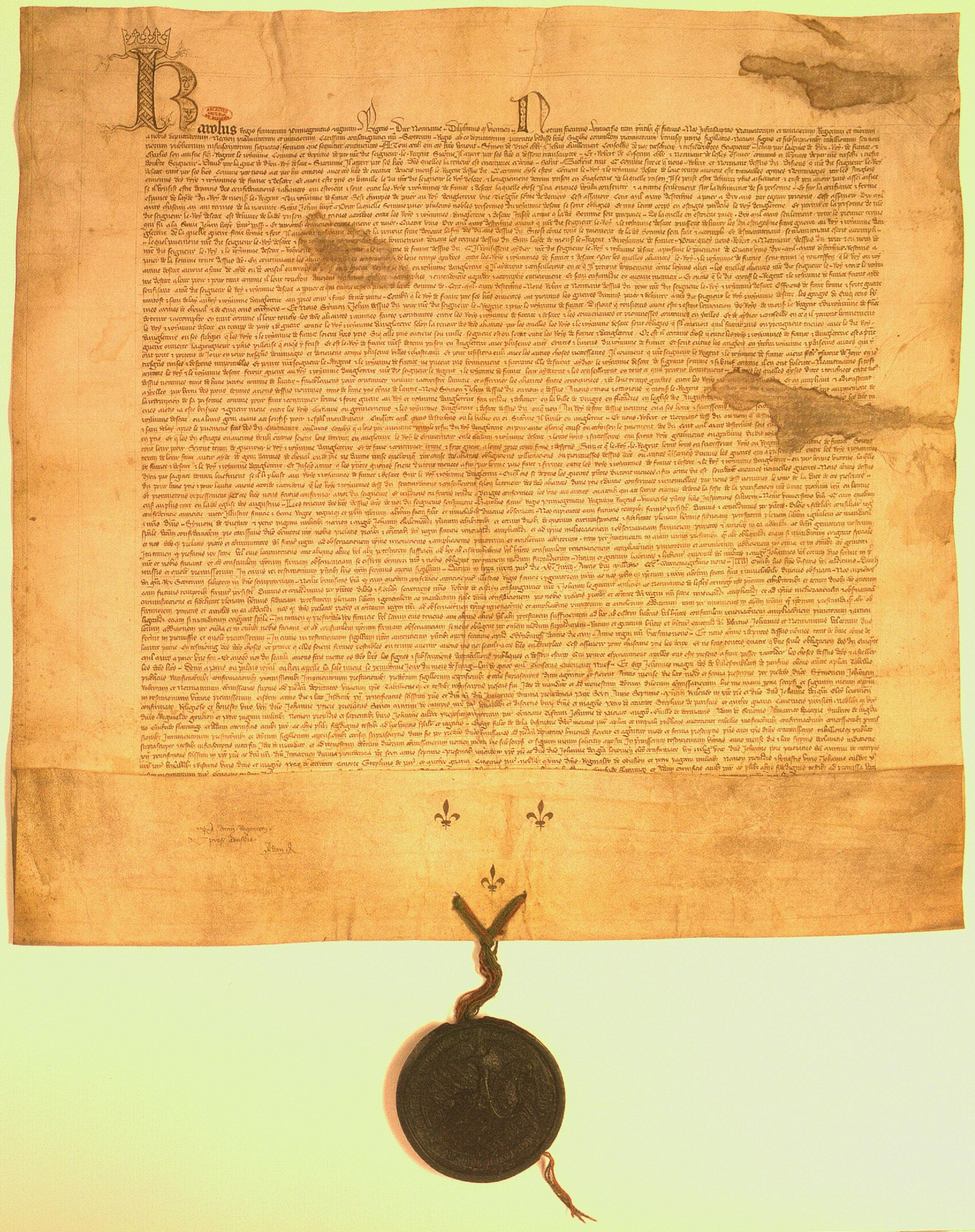
Bündnisvertrag Davids II. mit dem künftigen König Karl V. von Frankreich, 1359, Archives nationales Paris, J 677, Nr. 8

David II. (* 5. März 1324 in Dunfermline, Fife; † 22. Februar 1371 in Edinburgh) war von 1329 bis zu seinem Tod König von Schottland. Er war der Sohn von Robert I. (Robert the Bruce) und dessen zweiter Ehefrau Elizabeth de Burgh.

## Biographie
In Übereinstimmung mit dem Abkommen von Edinburgh und Northampton wurde der im Edinburgh Castle geborene vierjährige David am 17. Juli 1328 mit der drei Jahre älteren Prinzessin Johanna von England († 1362) vermählt, der Tochter des englischen Königs Eduard II. und Isabellas von Frankreich. Nach dem Tod seines Vaters am 7. Juni 1329 wurde er König von Schottland, die Krönung in Scone erfolgte im November 1331.
Aufgrund des Sieges von Eduard III. und dessen Günstling Edward Balliol in der Schlacht bei Halidon Hill im Juli 1333 wurden David und seine Königin nach Frankreich in Sicherheit gebracht. Im Mai 1334 kamen sie in Boulogne-sur-Mer an, wo sie vom französischen König Philipp VI. überaus freundlich empfangen wurden. Vom Leben des schottischen Königs in Frankreich ist wenig bekannt, außer dass er das Château Gaillard als Residenz erhielt und beim unblutigen Aufeinandertreffen der englischen und französischen Armeen bei Vironfosse im Oktober 1339 dabei war.
In der Zwischenzeit hatten seine Repräsentanten in Schottland die Oberhand gewonnen. David kehrte im Juni 1341 nach Schottland zurück, wo er mit inzwischen 17 Jahren die Herrschaft in seine eigenen Hände nahm. Gemäß den Bestimmungen der Auld Alliance fiel seine Armee im Jahr 1346 in England ein, um Frankreich zu entlasten. Doch bei der Schlacht von Neville’s Cross am 17. Oktober wurde er bezwungen und gefangen genommen. Er blieb elf Jahre lang in England und lebte hauptsächlich in London und in Odiham in der Grafschaft Hampshire. Seine Gefangenschaft war nicht allzu rigoros und die Verhandlungen um die Freilassung begannen kurz darauf. Doch erst im Oktober 1357, nach zahlreichen Unterbrechungen, wurde in Berwick ein Abkommen besiegelt. Die Schotten verpflichteten sich zur Zahlung eines Lösegelds für ihren König. Seine Frau teilte seine Gefangenschaft nicht. Auch nach seiner Rückkehr lebte er nicht mit ihr, sondern mit seiner englischen Geliebten Katherine Mortimer zusammen. Johanna kehrte wenig später zu ihrer Mutter und ihrem Bruder Eduard III. nach England zurück, wo sie 1362 starb.
David, der wahrscheinlich Eduard III. als seinen Lehnsherrn anerkannt hatte, kehrte sofort nach Schottland zurück, doch wegen der Armut des Landes war es nicht möglich, das Lösegeld zu bezahlen. Zwar wurden einige Raten abgestottert, doch David strebte danach, die Schuld zu begleichen, indem er Eduard III. oder einen seiner Söhne zum schottischen Thronfolger ernannte. 1364 wies das schottische Parlament den Antrag entrüstet zurück, Lionel of Antwerp, den Duke of Clarence, zum Nachfolger zu ernennen. Doch David führte mit Eduard III. in dieser Angelegenheit geheime Verhandlungen, nachdem er einen Aufstand einiger Adliger unterdrückt hatte.
Der König starb 1371 knapp 47-jährig und kinderlos im Edinburgh Castle. Seine zweite Frau war nach dem Tod von Johanna 1364 Margaret Drummond geworden. Kurz vor seinem Tod hatte er die Absicht gehabt, sich von Margaret scheiden zulassen, um seine Mätresse Agnes Dunbar zu heiraten. Sein Neffe Robert II. folgte ihm auf den Thron.